# Yoma atomaria
Yoma atomaria är en fjärilsart som beskrevs av Hans Fruhstorfer 1912. Yoma atomaria ingår i släktet Yoma och familjen praktfjärilar. Inga underarter finns listade i Catalogue of Life.